# Стрижка (фильм, 2010)
Стри́жка (серб. Шишање; Šišanje) — сербский фильм 2010 года про скинхедов неонацистов Белграда режиссёра Стивена Филиповича. Продюсеры — Бранислав Йевич, Натаса Враньес; сценаристы —  Димитрийе Войнов, Стивен Филипович,Штаса Копривица, Натаса Враньес; оператор —— Михайло Савич; композитор — Райан Линч. Фильм был снят кинокомпанией Бранислава Евича «Hypnopolis».
Премьера фильма состоялась 6 октября 2010 года в Сава-центре. Занял первое место на 35-м сербском фестивале киносценариев в Врнячка-Баня (2011).
Фильм был посвящён жертвам насилия от хулиганов в Сербии.

## Создание фильма и прокат
Фильм начал сниматься с 2006 года, до начала акций протеста против независимости Косово в 2008 году, в результате чего сценарий претерпевал некоторые изменения.
Премьера «Шишане» состоялась 6 октября 2010 год в белградском ТРЦ Сава. За первые две недели показа фильма посмотрело почти 30 000 зрителей, в результате чего он стал самым кассовым фильмом сезона в Сербии. На 21 ноября сборы составили 160 000 €, предполагаемый бюджет картины составил почти 500 000 €.
В 2011 году фильм занял первое место на 35-м сербском фестивале киносценариев в Врнячка-Баня.

## Сюжет
Прилежный ученик, хорошо разбирающийся в математике Новица Марьянович (актёр Никола Ракочевич), попав под влияние харизматичного лидера болельщиков футбольного клуба «Радник» (рус. Рабочий) по имени Реле (актёр Виктор Савич) попадает в группировку белградских скин-неонацистов, начиная принимать в ней всё более активное участие. Прогуливаясь с одной из членов банды Миной (актриса Бояна Новакович), в которую он впоследствии влюбится, нарывается на цыганскую диаспору, несмотря на то обстоятельство, что приезжие начали активно нападать на членов банды, им удаётся оторваться.
После вечеринки, где главный герой напился до алкогольного опьянения, скинхеды начали разгуливать по Белграду, разрисовывая объекты инфраструктуры и разрывая плакаты, поощряющие евроинтеграцию Сербии. В один момент в районе моста был замечен цыган, которого Новица, находясь в пьяном угаре, избивает до смерти. Скинхеды выбросили его труп в близлежащую реку.
Испытывая первое время глубокое чувство вины, подумывая сдать себя сотрудникам сербской Полиции, Новица, вследствие отношений с Миной с перерастанием в любовь, начинает всё более активно втягиваться в участие группировки. Он бреет голову, забрасывает учёбу, избивает любимого учителя и начинает набирать рейтинг в банде, фактически отобрав лидерство у Реле. Новица активно стал склонять банду к уличному террору и устроению в стране расовой революции. Но дальше взятия в заложники Пуфты, одного из ключевых персоналий в деятельности ФК Нови Пазар, который мешал деятельности группировки; нападения и поджога коктейлями Молотова цыганского гетто дело не дошло. После того, как банда пошла на новое дело, группировка (в частности Новица) была задержана полицией.
Ранее сотрудники органов внутренних дел получили доказательство причастности Новицы к убийству цыгана у моста. Однако главаря скин-банды отпускают под условием, что тот будет только лидером сторонников группировки и что главный герой будет отчитываться перед сотрудниками полиции. Также ему покровительствовал профессор Белградского университета Хаджи Танкович, который активно выступает по телевидению в защиту молодых праворадикалов и сотрудничает с некоторыми работниками правоохранительных органов.
Фильм заканчивается (этим же он и начался) кадрами из телепрограммы, посвящённой молодёжному экстремизму, в которой Танкович выступил в защиту радикалов. В частности была показана акция протеста против независимости Косово, на которой запечатлён Новица.

## Актёрский состав
Основные: 
| Актёр            | Роль                              |
| ---------------- | --------------------------------- |
| Никола Ракочевич | Новица Марьянович                 |
| Виктор Савич     | Реле                              |
| Бояна Новакович  | Мина                              |
| Наташа Солак     | инспектор Лидия                   |
| Никола Койо      | инспектор Милютин                 |
| Предраг Эйдус    | академик Хаджи-Танкович           |
| Вук Костич       | беззубый футбольный фанат-хулиган |